# Battaglia di Saint-Aubin-des-Ormeaux
La battaglia di Saint-Aubin-des-Ormeaux è stata una battaglia della quinta guerra di Vandea combattuta il 7 giugno 1832 a Saint-Aubin-des-Ormeaux.

## Preludio
Il 6 giugno 1832, Jean-Félix Clabat du Chillou, comandante del 2º corpo d'armata dell'armata cattolica, ordinò alle truppe di radunarsi e organizzarsi nei boschi di Angenaudières, nei pressi del borgo di La Gaubretière. Il comandante in capo del 2º corpo d'armata, Auguste de La Rochejaquelein, si trovava allora nei Paesi Bassi per raccogliere nuove reclute. Venne diffuso un proclama a suo nome e sua moglie, Félicie de Durfort, contessa di Rochejaquelein, vestita da uomo, fu presente     con le truppe , per far credere che lui si trovasse in mezzo ai suoi uomini ed   infondergli coraggio.
Du Chillou marciò su Beaurepaire, poi su Saint-Aubin-des-Ormeaux dove le bandiere tricolori vennero sostituite da quelle bianche dei realisti borbonici. Tuttavia, du Chillou aveva dei dubbi sul successo dell'insurrezione e cercò con ogni mezzo di evitare lo scontro diretto con gli orleanisti.
Informata di questi movimenti, la guardia nazionale di Cholet formò una colonna mobile che si portò contro gli insorti.

## Le forze in campo
Secondo Émile Gabory, du Chillou comandava solo 220 uomini, di cui solo la metà erano armati di fucili. Gli orleanisti erano forti di 125 uomini, dei quali 65 della guardia nazionale di Cholet e 60 soldati del 29º reggimento di fanteria, comandati dai capitani Torchebœuf e Charles Cesbron-Lavau.

## Lo scontro
Il 7 giugno, dopo essere passati per La Verrie e La Gaubretière, gli orleanisti attaccarono i legittimisti a Saint-Aubin-des-Ormeaux. Il combattimento iniziò presso la fattoria de La Rouillère, tra il borgo di Saint-Aubin-des-Ormeaux e quello di Saint-Martin-des-Tilleuls.
A conoscenza dell'arrivo degli orleanisti, i vandeani si preoccuparono di occupare posizioni vantaggiose, trincerati dietro cataste di fascine e siepi. Dopo un'ora di combattimento, gli orleanisti batterono in ritirata, si ritirarono verso Mortagne senza essere inseguiti e tornarono a Cholet.
La vittoria sembrava ormai degli insorti, ma poco dopo questi vennero a sapere che la rivolta era fallita un po' ovunque in Francia e per questo dispersero le proprie truppe.

## Perdite
Gli insorti lasciarono sul campo tre morti: Diot, Loiseau e Lucas. Gli orleanisti persero otto uomini ed ebbero dieci feriti, oltre a tre prigionieri che vennero subito rilasciati.